# DHC in het seizoen 1962/63
Het seizoen 1962/1963 was het achtste jaar in het bestaan van de Delftse betaaldvoetbalclub DHC. De club kwam uit in de Eerste divisie en eindigde daarin op de zesde plaats. Tevens deed de club mee aan het toernooi om de KNVB beker, hierin werd in de tweede ronde verloren van Be Quick (2–3).

## Wedstrijdstatistieken

### Eerste divisie
|       | DWS   | Eindhoven | Elinkwijk | Enschedese Boys | Excelsior | Fortuna | Go Ahead | Limburgia | RBC   | Roda JC | SHS   | Sittardia | Veendam | Velox | VVV   |
| ----- | ----- | --------- | --------- | --------------- | --------- | ------- | -------- | --------- | ----- | ------- | ----- | --------- | ------- | ----- | ----- |
| Thuis | 0 – 0 | 3 – 1     | 1 – 4     | 3 – 3           | 3 – 2     | 3 – 1   | 2 – 1    | 3 – 2     | 0 – 1 | 2 – 2   | 2 – 1 | 2 – 1     | 1 – 1   | 3 – 1 | 0 – 0 |
| Uit   | 2 – 1 | 3 – 4     | 1 – 0     | 5 – 0           | 2 – 2     | 3 – 2   | 2 – 2    | 1 – 4     | 1 – 2 | 1 – 2   | 2 – 3 | 2 – 1     | 1 – 1   | 2 – 2 | 1 – 1 |

### KNVB beker
| 2e ronde                                    | DHC                                     | 2 – 3 (1 – 1) | Be Quick                                                     |
| 16 december 1962 Plaats: Delft Brasserskade | Hans Dorjee 45' (pen.) Piet Zeegers 56' |               | 30' Herman Mengerink 55' Johan Wieringa 85' Gerard Oosterloo |

## Statistieken DHC 1962/1963

### Eindstand DHC in de Nederlandse Eerste divisie 1962 / 1963
| Stand | Gespeeld | Gewonnen | Gelijk | Verloren | Punten | Doelpunten voor | Doelpunten tegen |
| ----- | -------- | -------- | ------ | -------- | ------ | --------------- | ---------------- |
| 6e    | 30       | 13       | 10     | 7        | 36     | 55              | 50               |

### Topscorers
| #                 | Naam              | Goal |
| ----------------- | ----------------- | ---- |
| 1.                | Chiel Jansen      | 21   |
| 2.                | Willem van Buuren | 7    |
| 3.                | Piet Verhagen     | 6    |
| 4.                | Lex Rijnvis       | 5    |
| 5.                | Hans Dorjee       | 3    |
| 5.                | Jan van Miert     | 3    |
| 5.                | Piet Zeegers      | 3    |
| 8.                | Cor van Galen     | 2    |
| 8.                | Wienus Schook     | 2    |
| 10.               | Joop Fluit        | 1    |
| 10.               | Wim Tetteroo      | 1    |
| Onbekend doelpunt |                   |      |
| –                 | Onbekend          | 1    |
| Totaal            | Totaal            | 55   |

| #      | Naam         | Goal |
| ------ | ------------ | ---- |
| 1.     | Hans Dorjee  | 1    |
| 1.     | Piet Zeegers | 1    |
| Totaal | Totaal       | 2    |

## Voetnoten
DHC ·
DWS ·
Elinkwijk ·
Enschedese Boys ·
Eindhoven ·
Excelsior ·
Fortuna ·
Go Ahead ·
Limburgia ·
RBC ·
Roda JC ·
SHS ·
Sittardia ·
Veendam ·
Velox ·
VVV